# 白縫 (花魁)
白縫 （しらぬい 生没年不詳）は大正の吉原遊廓に在籍した娼妓。

## 生涯
本名は山中つるゑで広島高等女学校を卒業し、最初は東京新橋で芸妓「小美野」として在籍したが母親の借金により吉原の貸座敷「角海老楼」へ娼妓として移籍した。1914年4月、白縫は風邪で療養していたが、楼主らよって起こされ、明治以降途絶え大正博覧会開催を契機に復活した花魁道中に無理やり参加させられた。肉体的、精神的苦痛を受けた白縫は、1915年4月10日、客として来ていた相場師の紹介により、銀座の救世軍本部へ自動車に乗って駆けつけ救済を求めた。その時の担当であった伊藤富士雄と共に警察に赴いたが、その後角海老の楼主に連れ戻されそうになった。しかしながら白縫は抵抗し自分の境遇と廃業理由を訴え、交渉の末、廃業が受理され自由の身となった。
その後、救世軍の山室軍平は当時の警視総監・伊沢多喜男に花魁道中廃止の陳情を送り、道中は禁止された。その事件は廃娼運動を活発させ、それを題材にした作品が世に出回った。
白縫はその後、自分の借金の一部を支払ってくれた男性と結婚し広島に帰郷した。